# Задорожна Олена Вікторівна
Задорожна Олена Вікторівна (21 листопада 1984 року, Полтава) — українська журналістка, поетеса, громадська діячка. Лауреатка Премії імені Василя Симоненка за першу віршовану збірку «Той, що зумів воскреснути» (Черкаси, 2015)

## Життєпис
Народилася в місті Полтава. Закінчила філологічний факультет Полтавського педагогічного університету (2008).
З 2002 по 2011 працювала редактором на радіо «Ваша хвиля» Полтавської обласної телерадіокомпанії «Лтава», потім в газетах.
З 2013 року мешкає у Києві. У 2014—2015 займалась волонтерською діяльністю під враженнями від якої написала цикл віршів, що увійшли до дебютної збірки «Той, що зумів воскреснути».
Допомагала в реалізації низки мистецьких та культурних заходів на Полтавщині та у Києві: мережевий проект «Війна» у Книгарні Є (Київ), фестиваль Свіччине весілля (фестиваль) (Березова Рудка), проекту Школи Лохвицького земства (Полтавщина)

## Творчість
Друкувалась в періодиці, альманахах «Поетичні зорі» (Полтава, 2005), «Собори душ своїх бережіть» (Полтава, 2008, 2010), «Ірпінські світанки» (Біла Церква, 2008), «Острови» (Полтава, 2008, 2010), антологіях «Вишнева повінь» (Полтава, 2012), «Молюсь за тебе, Україно» (Полтава, 2017).
2004 року — учасниця літературної студії «Полтавські джерела» при Полтавській обласній організації Національної спілки письменників України. Учасниця літературного об'єднання «Знак чотирьох».
Лауреат конкурсу полтавського обласного конкурсу «Поетичні зорі» у 2004 році. Двічі — лауреат полтавського обласного конкурсу «Собори душ своїх бережіть». 
Учасниця фестивалів «Віршень» «Київські лаври» (2016), «Поділля Open» (Кам'янець-Подільський) (2016), проекту «Метро до Кибинець» (2016), виставки творчості учасників АТО в Національному музеї літератури «Ні, наші музи не мовчать!» (2015)
Поетичні збірки «Той, що зумів воскреснути» (2015) «Дорогами схимника» (2017) вийшли у видавництві Сергія Пантюка.
Авторка тексту пісні «Дівчата» у виконанні співачки Анастасії Приходько та парамедика-волонтера Дар'ї Зубенко. Музику до пісні написала 14-річна школярка з Чорнух Дарина Яковенко. Пісня «Дівчата» увійшла до музичного проекту «Пісні війни».

## Нагороди
- 2016 — Лауреатка Всеукраїнська літературна премія імені Василя Симоненка у номінації «За найкращу першу поетичну збірку»
- 2016 — Шорт-ліст поетичної премії «Золотий кларнет»
- 2017 — Переможець Полтавського обласного конкурсу «Журналіст року»
- 2017 — Лауреатка Премія імені Якова Гальчевського